# Туркменистан на юношеских Олимпийских играх
Туркменистан принимает участие в юношеских Олимпийских играх: в летних Играх — начиная с Игр 2010 года, в зимних Играх — начиная с Игр 2020 года.
Спортсмены Туркменистана на всех юношеских Олимпийских играх выиграли в сумме 1 медаль, не золотую, медаль выиграна на летних Играх; в неофициальном медальном зачёте спортивная делегация Туркменистана занимает 109-е место.

## Медальный зачёт

### Медали на летних юношеских Олимпийских играх
| Игры              | Участников | Золото | Серебро | Бронза | Всего | Место |
| 2010 Сингапур     | 5          | 0      | 0       | 1      | 1     | 84    |
| 2014 Нанкин       | 3          | 0      | 0       | 0      | 0     | —     |
| 2018 Буэнос-Айрес | 10         | 0      | 0       | 0      | 0     | —     |
| Всего             | Всего      | 0      | 0       | 1      | 1     | 108   |

### Медали на зимних юношеских Олимпийских играх
| Игры         | Участников | Золото | Серебро | Бронза | Всего | Место |
| 2020 Лозанна | 1          | 0      | 0       | 0      | 0     | —     |
| Всего        | Всего      | 0      | 0       | 0      | 0     | —     |